# クリスタ・ハーモット
クリスタ・ハーモット（Christa Harmotto Dietzen、女性、1986年10月12日 - ）は、アメリカ合衆国の元バレーボール選手。元アメリカ合衆国代表。ペンシルベニア州立大学卒。ポジションはミドルブロッカー。

## 来歴

### 高校まで
ペンシルベニア州アレゲニー郡スウィックリー（英語版）出身で、ビーバー郡Aliquippa（英語版）のホープウェル高校に進学。
高校時代は3年間バレーボール優秀選手に選出され、また2年間はバスケットボール優秀選手にも選出されている。2004年、ペンシルベニア州のゲータレードプレイヤーにも選出され、同年アメリカ合衆国のバレーボールジュニア代表に選出されて、カナダウィニペグで開催された北中米ジュニア選手権に出場した。翌2005年には、トルコアンカラで開催されたバレーボール女子ジュニア世界選手権に出場した。
2年次にはホープウェル高校記録となるブロック183本をマークし、3年次にはこれまた同校新記録となるアタック決定率59.5%をマーク。同校をペンシルベニア州ランキング1位に導き、ペンシルベニア州西部リーグにて59戦無敗の記録を打ち立てている。またジュニアオリンピックに出場したピッツバーグルネッサンスクラブにも所属し、2005年の大学新入生でトップ15に入る選手と見られていた。

### ペンシルベニア州立大学
アタッカーとしてハーモットのアタック球速は早く、デフェンスしにくい。2007年にはアタック効果率49.2%をマークし、翌2008年にも48.6%をマークしている。またブロッカーの名手としても知られ、2007年にはブロック200本、2008年には166本をマークしている。
ハーモットは学業も優秀で、2006年から3年連続で Academic All-Big Tenに選ばれ、2008年にはESPN The Magazineオールアメリカンに選出されている。また2006年から2年連続でホンダスポーツ賞にノミネートされている。
ペンシルベニア州立大学卒業後の夢として、ハーモットは「世界で活躍し、オリンピックに出場したい」と語っている。

### アメリカ合衆国代表
ハーモットは2009年4月にアメリカ合衆国代表に選出され、エジプトカイロでエジプト代表と2試合対戦、第1試合3-1で勝利に貢献。この試合では得点18点、アタック効果率56.0%をマークしている。
翌5月にアメリカ合衆国代表の練習に参加し、翌6月にパンアメリカンカップ、8月にはワールドグランプリ、9月にはFinal Four Cup（英語版）にそれぞれ出場した。Final Four Cupでは5試合すべてでスタータを務め、通算19ブロック（0.95本/set）で、ベストブロッカーに輝いた。
2012年7-8月に開催されたロンドンオリンピックでは銀メダルを獲得した。
2014年10月に行われた世界選手権では、主将としてアメリカ合衆国の初優勝に導いた。
2016年8月に開催されたリオデジャネイロオリンピックでは銅メダルを獲得した。

### プロ選手
2009-10シーズンには、中国の広東恒大に入団、翌2010-11シーズンからは、イタリアのユニバーサル・モデナ（イタリア語版）で活躍、3シーズンプレーした。
2013-14シーズンからトルコリーグの強豪エジザージュバシュに移籍した。

## 所属チーム
- ペンシルベニア州立大学
- 広東恒大（2009-2010年）
- ユニバーサル・モデナ（イタリア語版）（2010年-2013年）
- エジザージュバシュ・ヴィトラ (2013-2014年)
- River Volley Piacenza（2014-2015年）
- フェネルバフチェ（2015-2016年）

## 受賞歴

### アメリカ合衆国代表
- 2009 Final Four Cup "Best Blocker"（英語版）

### ペンシルベニア州立大学
- Four time AVCA All-American (2005–08)
- Four time AVCA First Team All-Mideast Region (2005–08)
- Four time First Team All-Big Ten (2005–08)
- 2008 Dapper Dan Sportswoman of the Year nominee
- 2008 Volleyball Magazine First Team All-American
- 2008 CVU National Blocker of the Year
- 2008 ホンダスポーツ賞 nominee
- 2008 NCAA University Park Regional All-Tournament Team
- 2008 ESPN The Magazine Academic All-American of the Year
- 2008 ESPN The Magazine First Team Academic All-District
- 2008 Academic All-Big Ten
- 2008 Penn State Golden Volleyball for reaching 1,000 career kills
- 2008 Hampton Inn Penn State Classic All-Tournament Team
- 2008 Hawaiian Airlines Classic All-Tournament Team
- 2008 Nittany Lion Invitational All-Tournament Team
- 2008 Preseason All-Big Ten
- 2007 CVU National Player of the Year
- 2007 CVU National Blocker of the Year
- 2007 Big Ten Player of the Year
- 2007 ホンダスポーツ賞 nominee
- 2007 Dapper Dan Sportswoman of the Year nominee
- 2007 NCAA Final Four All-Tournament Team

- 2007 Volleyball Magazine First Team All-American
- 2007 Volleyball Magazine Most Improved Player
- 2007 ESPN The Magazine Third Team Academic All-American
- 2007 ESPN The Magazine First Team Academic All-District
- 2007 Academic All-Big Ten
- 2007 University Park NCAA Regional All-Tournament Team
- 2007 Penn State Female Athlete of the Week (10/23, 11/26)
- 2007 Yale Classic All-Tournament Team
- 2007 Holiday Inn Downtown Husker All-Tournament Team
- 2007 Big Ten Player of the Week (8/27, 9/24, 10/15)
- 2007 Preseason All-Big Ten
- 2006 Big Ten Player of the Week (10/2)
- 2006 Volleyball Magazine second Team All-American
- 2006 Penn State Invitational All-Tournament Team
- 2006 LSU Classic All-Tournament Team
- 2006 Unanimous preseason All-Big Ten
- 2006 Academic All-Big Ten
- 2006 Penn State Classic All-Tournament Team
- 2005 Penn State Classic Most Valuable Player
- 2005 AVCA Showcase All-Tournament Team
- 2005 Big Ten All-Freshman Team

### 高校
- Two time Prepvolleyball.com All-American (2004–05)
- Two time Pittsburgh Post-Gazette Athlete of the Week
- Two time Pittsburgh Tribune-Review Athlete of the Week
- Two time first team all-state, all-WPIAL and all-section
- 2005 Mizuno First Team All-American
- 2005 Pennsylvania State Gatorade Player of the Year
- 2005 Prepvolleyball.com National Senior Player of the Year finalist
- 2005 Dapper Dan High School Female Athlete of the Year
- 2005 Pittsburgh Post-Gazette Female High School Athlete of the Year
- 2005 Beaver County Times Female Athlete of the Year
- 2005 Pittsburgh Tribune-Review Female Athlete of the Year
- 2005 Volleyball Magazine "Fab 50"